# Барри, Мэтью
Мэтью Барри (англ. Matthew Barry, в титрах чаще Мэтт Барри, англ. Matt Barry, чтобы отличить от тёзки, британского актёра; род. 1962, Нью-Йорк) — американский киноактёр и директор по кастингу.
Дебютировал как актёр в 1976 году в пятисерийном комедийном мини-сериале «Иван Грозный» в роли младшего сына главного героя, Ивана Петровского, метрдотеля московского ресторана для иностранцев. В 1979 году Барри сыграл одну из главных ролей в фильме Бернардо Бертолуччи «Луна»; он изобразил сына главной героини, подростка Джо, который разрывается между любовью и ненавистью к своей матери, доходящими до инцеста. В дальнейшем Барри снимался преимущественно в эпизодических ролях, но с 1994 года много работал в качестве директора по кастингу. В фильме «Альфа Дог» (2006) не только подбирал актёров, но также появился в небольшой роли интервьюера.

## Фильмография

### Актёр
| Год       |   | Русское название         | Оригинальное название | Роль               |
| --------- | - | ------------------------ | --------------------- | ------------------ |
| 1976      | с | Иван Грозный             | Ivan the Terrible     | Саша Петровский    |
| 1979      | ф | Луна                     | La luna               | Джо Сильвери       |
| 1984      | с | Семейные узы             | Family Ties           | Скотт              |
| 1984—1985 | с | Кегни и Лейси            | Cagney & Lacey        | Дэвид Сэмюэлс      |
| 1986      | ф | Дух мщения               | The Wraith            | Билли Хэнкинс      |
| 1987      | с | Охара                    | Ohara                 | Джоуи              |
| 1987      | ф | Нет выхода               | No Way Out            | коридорный         |
| 1991      | с | Сеть                     | Dragnet               | Деннис Райли       |
| 1993      | ф | Непристойное предложение | Indecent Proposal     | студент-архитектор |
| 1994      | ф | Эд Вуд                   | Ed Wood               | слуга              |
| 1995      | ф | Багровый прилив          | Crimson tide          | человек в самолете |
| 1995      | ф | Дьявол в голубом платье  | Devil in a Blue Dress | коп в машине       |
| 1997      | ф | Воздушная тюрьма         | Con Air               | надзиратель        |
| 1998      | ф | Час пик                  | Rush Hour             | клерк на рынке     |
| 2001      | ф | Час пик 2                | Rush Hour 2           | игрок              |
| 2004      | ф | Дневник памяти           | The Notebook          | доктор Барнуэлл    |
| 2006      | ф | Альфа Дог                | Alpha Dog             | интервьюер         |
| 2009      | ф | Мой ангел-хранитель      | My Sister’s Keeper    | дядя Томми         |
| 2013      | с | —                        | MRS.                  | Пит                |